# Babice u Rosic
Babice u Rosic è un comune della Repubblica Ceca facente parte del distretto di Brno-venkov, in Moravia Meridionale.